# Бобров
Бобров (на руски: Бобров) е град в Русия, административен център на Бобровски район, Воронежка област. Населението на града към 1 януари 2018 година е 20 460 души.